# L'Anse à l'Âne
L'Anse à l'Âne est un hameau français de la commune de Trois-Îlets en Martinique, où il est distant de 4 kilomètres environ. Le quartier est peuplé d'environ 2 500 habitants.

## Tourisme
- La Route des Anses traverse le quartier.